# A Woman of the Century
A Woman of the Century: Fourteen Hundred Seventy Biographical Sketches, Accompanied by Portraits of Leading American Women, in all Walks of Life is een compendium van biografieën van Amerikaanse vrouwen uit de 19e eeuw. Het boek werd in 1893 gepubliceerd door Charles Wells Moulton. De redacteuren Frances E. Willard en Mary A. Livermore werden bijgestaan door een groep medewerkers. 
Het boek telt 830 pagina's en meet 200 mm x 280 mm. De typografie is van Charles Wells Moulton, de gravures en elektrotypes van de Buffalo Electrotype and Engraving Company, het perswerk van de Kittinger Printing Company, het papier van de S. Worthington Paper Company en de binding door Wm. H. Bork. Het boek bevat 1470 biografieën en 1330 gravures van een uniforme grootte en stijl en werd enkel verkocht via abonnement, door de uitgever of een gemachtigde vertegenwoordiger.

## Introductie
De publicatie van A Woman Of The Century werd ondernomen om een biografisch verslag te geven van de 19e eeuw, waarbij de representatie van de vrouw in dat tijdperk werd erkend. Het werk moest voldoen aan de eisen gesteld door een onderscheidend publiek. Het was tot dan toe de belangrijkste onderneming in zijn soort. Het boek bevat biografieën van vrouwen die prominent verbonden waren met dat tijdperk van vrouwenactiviteit, met alle vrouwen die als opmerkelijk werden beschouwd in de kerk, in literatuur en muziek, in kunst en drama, in wetenschap en uitvinding, in sociale en politieke hervormingen, in handel of filantropie.

## Biografieën
De biografieën bevatten alle feiten die het vermelden waard zijn en samen leveren ze een volledig verslag op van die tak van de geschiedenis die verwijst naar Amerikaanse vrouwen van de 19e eeuw. Het is bovendien de bedoeling geweest om de encyclopedie zowel educatief als onderhoudend en leerzaam te maken over belangrijke vrouwen in een opmerkelijk tijdperk van de Amerikaanse geschiedenis. De biografieën werd gemaakt door plaatselijke correspondenten, en vervolgens werden deze herzien en gearrangeerd door de redactie om een harmonieus geheel te maken. Opmerkelijk is dat meer dan de helft van de biografieën vrouwen betreft die ofwel nooit getrouwd waren of op jonge leeftijd weduwe waren geworden en niet hertrouwden.

## Portretten
De biografische schetsen gaan vergezeld van originele gravures, rechtstreeks op basis van foto's gemaakt. De meer dan dertienhonderd gravures vormen een waardevolle beeldengalerij.